# Beijo fraternal socialista

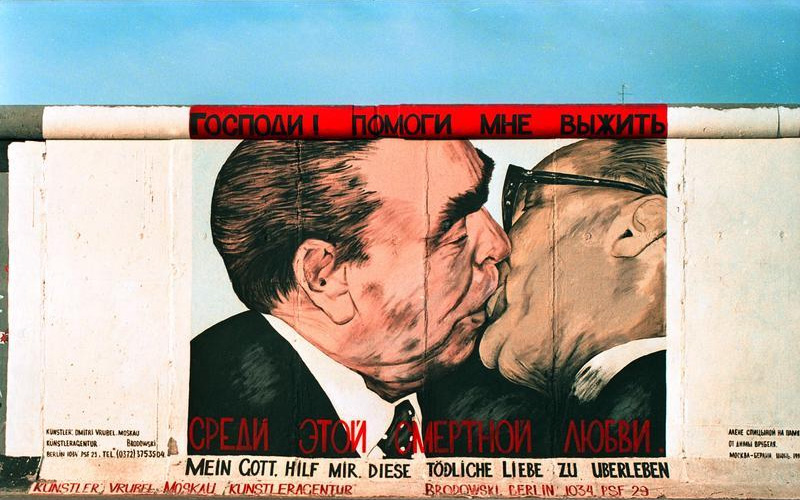
Grafite de 1990 no Muro de Berlim chamado Meu Deus, Ajuda-me a Sobreviver a Este Amor Mortal

O beijo fraternal socialista ou abraço fraternal socialista é uma forma especial de saudação entre os estadistas de países comunistas. Este ato demonstra a ligação especial que existe entre os estados socialistas.
O beijo fraternal socialista consiste em um abraço, combinado com uma série de três beijos em bochechas alternadas. Em casos raros, quando os dois líderes, consideram-se excepcionalmente próximos, os beijos eram dados na boca, ao invés de nas bochechas.
O abraço fraterno socialista consiste em uma série de três abraços apertados, alternando entre os lados esquerdo e direito do corpo, sem beijos. Esta saudação modificada foi adotada pelos líderes comunistas na Ásia, que não tem uma tradição de beijar as bochechas como saudação. Durante a Guerra Fria, líderes comunistas na Ásia consentiam em receber beijos de europeus e cubanos, mas eles mesmos omitiam o beijo.
Desde o fim do comunismo na Europa Oriental, o beijo fraternal socialista desapareceu. No entanto, o abraço fraternal socialista continua a ser trocado entre líderes comunistas na Ásia. Além disso, Cuba também adotou a forma asiática do ritual.

## História
Este ritual originou-se na prática européia de beijar as bochechas como uma saudação entre os membros da família ou amigos próximos. Ele também seria associado com o Beijo Fraternal Ortodoxo Oriental — ou Beijo de Páscoa, que, entrincheirado nos ritos da Igreja Ortodoxa, carregava uma força de expressão substancial e assim fazia parte da vida cotidiana da região.
Como um símbolo de igualdade, fraternidade e solidariedade, o beijo fraternal socialista era uma expressão de pathos e entusiasmo dentro do emergente movimento operário entre meados e finais do século XIX. Nos anos que seguiram à Revolução de Outubro e à subsequente Internacional Comunista, uma ritualização do gesto, até então espontâneo, tornou-se uma saudação oficial entre camaradas comunistas. O reforço simbólico do sentimento de camaradagem também obteve sucesso pelo fato de muitos comunistas e socialistas terem de fazer viagens longas, árduas e perigosas para a isolada Rússia bolchevique. Dessa forma, a tão experimentada solidariedade internacional se expressava na forma de abraços e beijos tempestuosos.
Com a expansão do comunismo após a Segunda Guerra Mundial, a União Soviética não estava mais isolada como o único país comunista. O beijo fraternal socialista tornou-se uma saudação ritualizada entre os líderes dos países comunistas. A saudação também foi adotada pelos dirigentes socialistas do Terceiro Mundo, bem como os líderes de movimentos de libertação alinhados com os socialistas, como a Organização de Libertação da Palestina e o Congresso Nacional Africano.

## Kremlinologia
Alguns kremlinologistas que estudam a URSS prestam muita atenção para determinar as ocasiões em que o abraço fraternal era trocado entre os líderes comunistas. A omissão do abraço costumeiro é tomada para indicar um nível mais baixo de relações entre os dois países.
Por exemplo, após a ruptura sino-soviética, os chineses recusavam-se a abraçar suas contrapartes soviéticas ou a tratá-las como "camaradas". Mesmo com a normalização das relações em 1989, os chineses continuaram a omitir o abraço fraterno ao saudar os líderes soviéticos, ao mesmo tempo em que trocavam o abraço fraterno com líderes de outros países comunistas. Isso foi feito para enfatizar que as relações sino-soviéticas não estavam retornando ao nível que estavam na década de 1950, antes da ruptura; o protocolo chinês insistia especificamente em "apertos de mão, sem abraços".
Devido ao seu significado simbólico, os líderes comunistas muitas vezes trocavam o abraço fraterno, mesmo que existissem divergências sérias, para evitar passar a impressão ao público de que as relações estavam tensas. Por exemplo, embora a China e o Vietnã contestem a soberania das Ilhas Spratly, os líderes chineses e vietnamitas continuam a trocar o abraço fraternal socialista.

## Beijos na bochecha
O beijo fraternal socialista não deve ser confundido com os beijos na bochecha costumeiros entre líderes mundiais. Por exemplo, é tradicional para o presidente da França cumprimentar líderes mundiais beijando-os nas duas faces. Este não é um beijo fraternal socialista, porque há apenas dois beijos, e ele não carrega nenhum significado ideológico. Na França é praticado por presidentes gaulistas, bem como pelos socialistas.

## Na cultura popular
O beijo fraternal se tornou famoso por meio de Erich Honecker e Leonid Brejnev, que foram fotografados realizando o ritual. A fotografia tornou-se famosa e posteriormente foi transformada em um grafite no Muro de Berlim chamado Meu Deus, Ajuda-me a Sobreviver a Este Amor Mortal.